# 리 하쿠
리 하쿠(일본어: 李 博, 1990년 12월 27일~)는 일본의 배구 선수이다. 현재 도레이 로즈 시즈오카 소속으로 뛰고 있다.